# Stiepan Sitarian
Stiepan Aramaisowicz Sitarian (ros. Степан Арамаисович Ситарян, orm. Ստեփան Արամայիսի Սիտարյան, ur. 27 września 1930 w Alawerdi w Armeńskiej SRR, zm. 3 sierpnia 2009) – radziecki polityk, wicepremier ZSRR (1989-1990).

## Życiorys
Ormianin, 1953 ukończył Moskiewski Uniwersytet Państwowy im. Łomonosowa, na którym później był aspirantem, a od 1956 wykładowcą. Od 1957 pracownik Naukowo-Badawczego Instytutu Finansowego Ministerstwa Finansów ZSRR, starszy ekonomista, starszy pracownik naukowy, zastępca dyrektora, a 1970-1974 dyrektor instytutu. Od 1960 członek KPZR, 1974-1983 wiceminister finansów ZSRR, 1983-1986 zastępca, a 1986-1989 I zastępca przewodniczącego Państwowego Komitetu Planowego (Gospłanu) ZSRR. Od 1966 doktor nauk ekonomicznych, następnie profesor, od 1987 akademik Akademii Nauk ZSRR. Od października 1989 do grudnia 1990 zastępca przewodniczącego Rady Ministrów ZSRR - przewodniczący Państwowej Komisji Ekonomii Zagranicznej Rady Ministrów ZSRR, jednocześnie stały przedstawiciel ZSRR w Radzie Wzajemnej Pomocy Gospodarczej, od lipca 1990 do sierpnia 1991 członek KC KPZR. Pochowany na Cmentarzu Ormiańskim w Moskwie.

## Odznaczenia
- Order Czerwonego Sztandaru Pracy
- Order Przyjaźni Narodów
- Order „Znak Honoru”